# مارتن پوپ
 مارتن پوپ (انگلیسی: Martin Pope؛ زاده ۱۹۱۸) یک فیزیک‌دان اهل ایالات متحده آمریکا است.